# Brinell (skala)
Brinell hårdhedstest anvendes til at bestemme en hårdhed af et materiale i enheden Brinell(HB). Metoden går ud på at en kugle trykkes ned i materialet og laver plastisk deformation så det er muligt at afmåle gennemsnitsdiameteren på aftrykket. Formlen for Brinell er som følge: HB=(2*F)/(π*D*(D-kvadratroden af D^2-d^2). Hvor F er kraften i kg, D er diameteren af kuglen i mm, d er diameteren af aftrykket i mm. Ved at gange tyngdeaccelerationen på F kommer enheden ud i mega Pascal (MPa).
 Der er for få eller ingen kildehenvisninger i denne artikel, hvilket er et problem. Du kan hjælpe ved at angive troværdige kilder til de påstande, som fremføres i artiklen.